# Renato Izzo
Renato Izzo (Campobasso, 15 de junio de 1929 – Roma, 30 de julio de 2009) fue un actor, actor de doblaje y guionista italiano.

## Biografía
Segundo de ocho hijos de la pareja de Romolo y Giuseppina Izzo, Izzo fue considerado como uno de los actores más influyentes y dobladores en toda Italia. Fundó la sociedad de doblaje Pumais Due en 1980 y ayudó a otros actores de doblaje como Massimo Lodolo, Tonino Accolla, Perla Liberatori, Claudia Catani y Paolo Buglioni. También incorporó a sus hijas (como Simona Izzo) y su nieto en este oficio.
Izzo puso a voz a actores como Robert Hoffmann, Paul Newman, Tomas Milian, Mark Damon y Clint Eastwood. También fue reconocido por su dirección de las versiones dobladas al italiano de Apocalypse Now y Taxi Driver.

## Muerte
Izzo murió en Roma el 30 de julio de 2009, después de un infarto, a los 80 años.

## Filmogradía
Cine
- Cadetes del aire (Altair) (1955)
- Moglie e buoi... (1956)
- El caballero de los cien Rostros (Il cavaliere dai cento volti) (1960)
- La tigresa de los 7 mares (La tigre dei sette mari) (1962)
- Obiettivo ragazze (1963)
- Las horas del amor (Le ore dell'amore) (1963)
- Falcone (Excellent Cadavers) (1999)